# 27 грудня
27 грудня — 361-й день року (362-й у високосні роки) в григоріанському календарі. До кінця року залишається 4 дні.

## Свята і пам'ятні дні

### Національні
- Північна Корея: День конституції в КНДР.
- США: Кванзаа (другий день).
- Україна: День святого Степана.

### Релігійні

#### Західне християнство
- Третій день із Дванадцяти днів Різдва;
- День апостола і євангеліста Івана;
- Пам'ять святих Фабіоли[en], Франческа Спото[en], Шари Шалкагазі.

#### Східне християнство[1]
- День святого апостола, первомученика й архидиякона Стефана;
- Пам'ять преподобного Теодора Начертаного[en] сповідника;
- Пам'ять святителя Теодора, архиєпископа Константинопольського.

## Іменини
✝  Католицькі: Івана, Фабіола, Франческо, Шара.
✙ Православні: Степан, Теодор.

## Події
- 537 — У Константинополі, столиці Візантійської імперії, освятили храм святої Софії, який протягом тисячоліття був головним храмом православного світу.
- 1648 — тріумфальний в'їзд гетьмана Війська Запорозького Богдана Хмельницького в Київ через Золоті ворота.
- 1932 — Постанова ЦВК і РНК СРСР про введення в СРСР єдиної паспортної системи та «обов'язкового запису паспортів». Селяни паспортів не отримали, через що фактично перетворилися на кріпаків; з'явився додатковий привід для переслідування мандрівних кобзарів
- 1932 — У розпал Великої депресії в Нью-Йорку відкрився найбільший у світі театр мистецтв «Radio City Music Hall», розрахований на 5945 місць.
- 1934 — Політбюро ЦК ВКП(б) своєю Постановою № 488 «Об Украине» ухвалило депортувати 2 000 «антирадянських» родин із прикордонних районів України та переселити 7-8 тис. господарств «ненадёжного элемента» з західної частини України на східну.
- 1945 — У Нью-Йорку представники 28 країн підписали угоду про створення Міжнародного валютного фонду. Перші фінансові операції МВФ розпочав 1 березня 1947 року.
- 1959 — Від семи поштовхів землетрусу на півночі Туреччини загинуло понад 50 тисяч осіб, сотні тисяч жителів провінцій Ерзінджан, Сівас і Самсун втратили житло і протягом всієї зими потерпали від лютих морозів, що часом досягали 30 градусів.
- 1978 — Король Іспанії Хуан Карлос I після національного референдуму затвердив нову демократичну Конституцію — першу за попередні 50 років.
- 1979 — Радянські військовики вбили президента Афганістану Хафізуллу Аміна.
- 1979 — За рішенням керівництва СРСР 75-тисячний контингент радянських військ увійшов на територію Афганістану.
- 1991 — незалежність України визнали Алжир, КНР, Соціалістична Республіка В'єтнам, Камбоджа, Молдова і Франція.
- 1994 — запущено в експлуатацію київську станцію метро «Позняки».
- 1997 — введено в експлуатацію станцію метро «Печерська».
- 2008 — Під кодовою назвою «Литий свинець» в Секторі Газа почалась антитерористична військова операція ізраїльської армії проти ХАМАСу.

## Народились
Дивись також Категорія:Народились 27 грудня
- 1571 — Йоганн Кеплер (Johannes Kepler), німецький астроном, який першим заявив, що планети обертаються навколо Сонця
- 1817 — Бараташвілі Микола Мелітоновіч, грузинський поет-романтик.
- 1822 — Луї Пастер, французький хімік і бактеріолог, основоположник сучасної мікробіології та імунології; розробив метод консервування (пастеризація) і заходи профілактичної вакцинації проти холери, сибірки, сказу.
- 1876 — Іван Алчевський, український співак (ліричний тенор), громадський діяч; син Олексія Кириловича і Христини Данилівни Алчевських.
- 1885 — Степан Шкурат, український актор театру і кіно.
- 1888 — Теа фон Гарбу, німецька актриса, сценарист, письменниця-фантаст.
- 1901 — Марлен Дітріх (Marlene Dietrich), німецька кіноакторка («Шанхайський експрес», «Голубий ангел», «Диявол — це жінка», «Монте-Карло») та співачка.
- 1908 — Володимир Божик, кобзар, диригент
- 1934 — Лариса Латиніна (Дирій), українка, 9-разова олімпійська чемпіонка зі спортивної гімнастики, володарка найбільшого числа олімпійських нагород за всю історію Олімпійських ігор
- 1948 — Жерар Депардьє, французький театральний і кіноактор («Двоє в місті», «Мій американський дядечко», «Сусідка», «Сірано де Бержерак», «Полковник», «Вибір зброї»).

## Померли
Дивись також Категорія:Померли 27 грудня
- 1076 — Святослав Ярославич (нар. 1027), князь чернігівський, син Ярослава Мудрого.
- 1585 — П'єр де Ронсар, французький поет (Оди Гімни, Сонети до Єлени), есеїст (Короткий виклад поетичного мистецтва).
- 1633 — Мелетій Смотрицький, український письменник-полеміст, вчений, церковний і громадський діяч, автор підручника церковнослов'янської мови (1619). Народився близько 1572.
- 1743 — Гіацинт Ріґо, французький художник, найвизначніший портретист епохи Людовіка XIV.
- 1875 — Річард Кристофер Керрінгтон, англійський астроном.
- 1897 — Юліан Захаревич, львівський архітектор, засновник і організатор Львівської архітектурної школи, ректор Львівської політехніки.
- 1900 — Вільям Джордж Армстронг, англійський інженер, конструктор гармат, промисловець.
- 1918 — Карл Шлехтер, видатний австрійський шахіст.
- 1920 — Микола Бурлюк, український письменник, теоретик мистецтва. Брат Давида Бурлюка, Володимира Бурлюка та Людмили Бурлюк-Кузнецової.
- 1923 — Ґустав Ейфель, французький інженер та архітектор (народився 1832).
- 1938 — Мандельштам Осип Емільович, поет, прозаїк, есеїст, перекладач, літературознавець.
- 1989 — Єлизавета Чавдар, українська радянська оперна співачка. Народна артистка СРСР.
- 2002 — Джордж Рой Гілл, американський кінорежисер, володар премії «Оскар».
- 2007 
  - Беназір Бхутто, пакистанський політик, прем'єр-міністр Ісламської республіки Пакистан, перша жінка-лідер мусульманської країни.
  - Єжи Кавалерович, польський режисер та сценарист.
- 2012 — Володимир Синявський, український і радянський спортсмен-борець, багаторазовий чемпіон СРСР, Кубку світу, призер Олімпійських ігор.
- 2016 
  - Керрі Фішер, американська акторка, найбільш відома за роллю Леї Органа.
  - Клод Жансак, видатна французька акторка театру і кіно.
- 2020 — Олександр Кремко, український фотограф, письменник, громадський діяч.